# Empedrado portugués del Parque de la Independencia

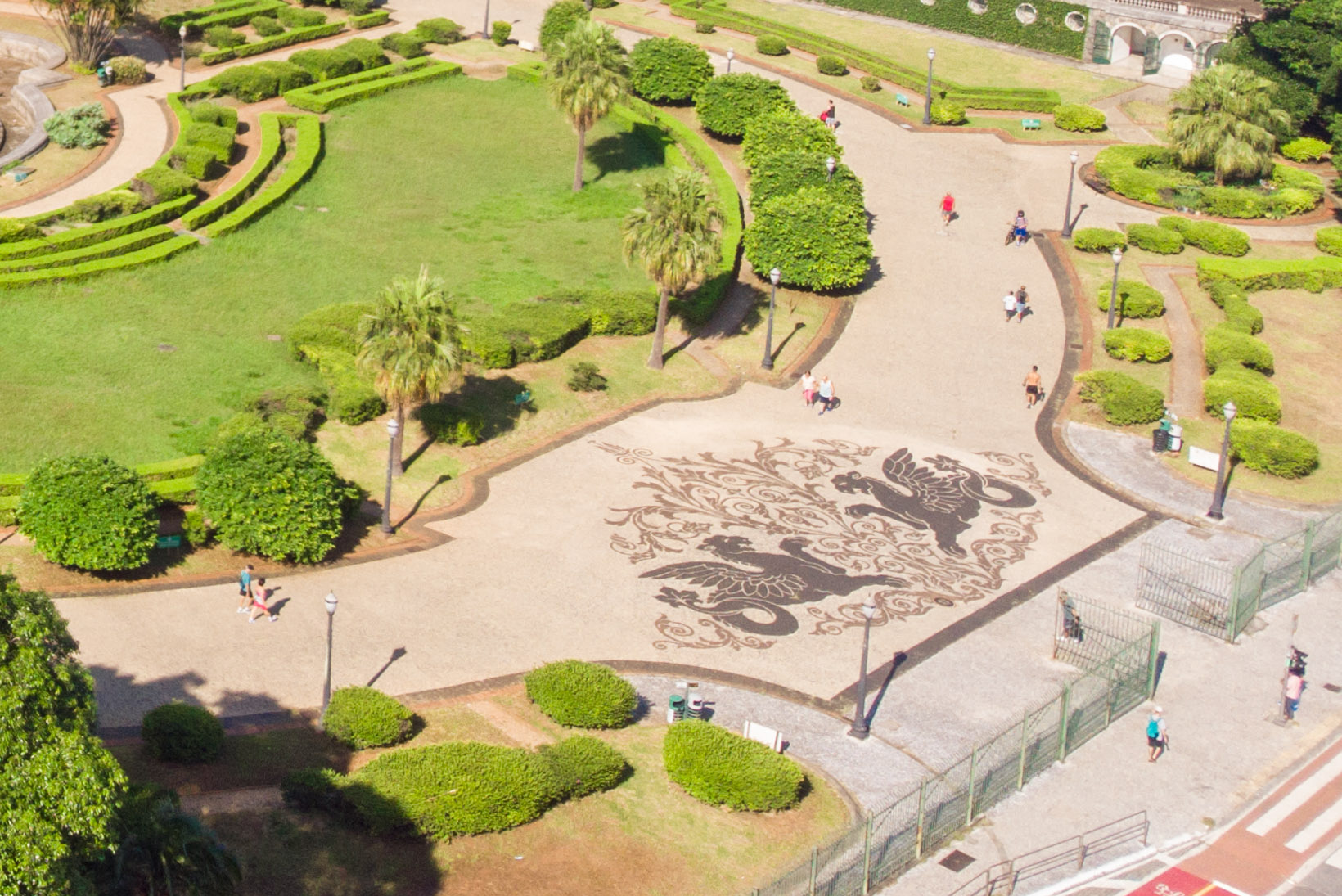
Vista aérea del empedrado portugués del Parque de la Independencia en el 2019

El empedrado portugués del Parque de la Independência es el pavimento ornamentado que atraviesa el jardín del parque y está formado por mosaicos de piedra portuguesa, incluyendo una gran figura de dragón rodeada de motivos florales y caminos con diseños simétricos.
El mosaico ha influido en otros edificios declarados como patrimonio histórico como la Casa de los Jafet, situada en la rúa Bom Pastor, que cuenta con jardines revestidos de mosaicos y plantas ornamentales. 

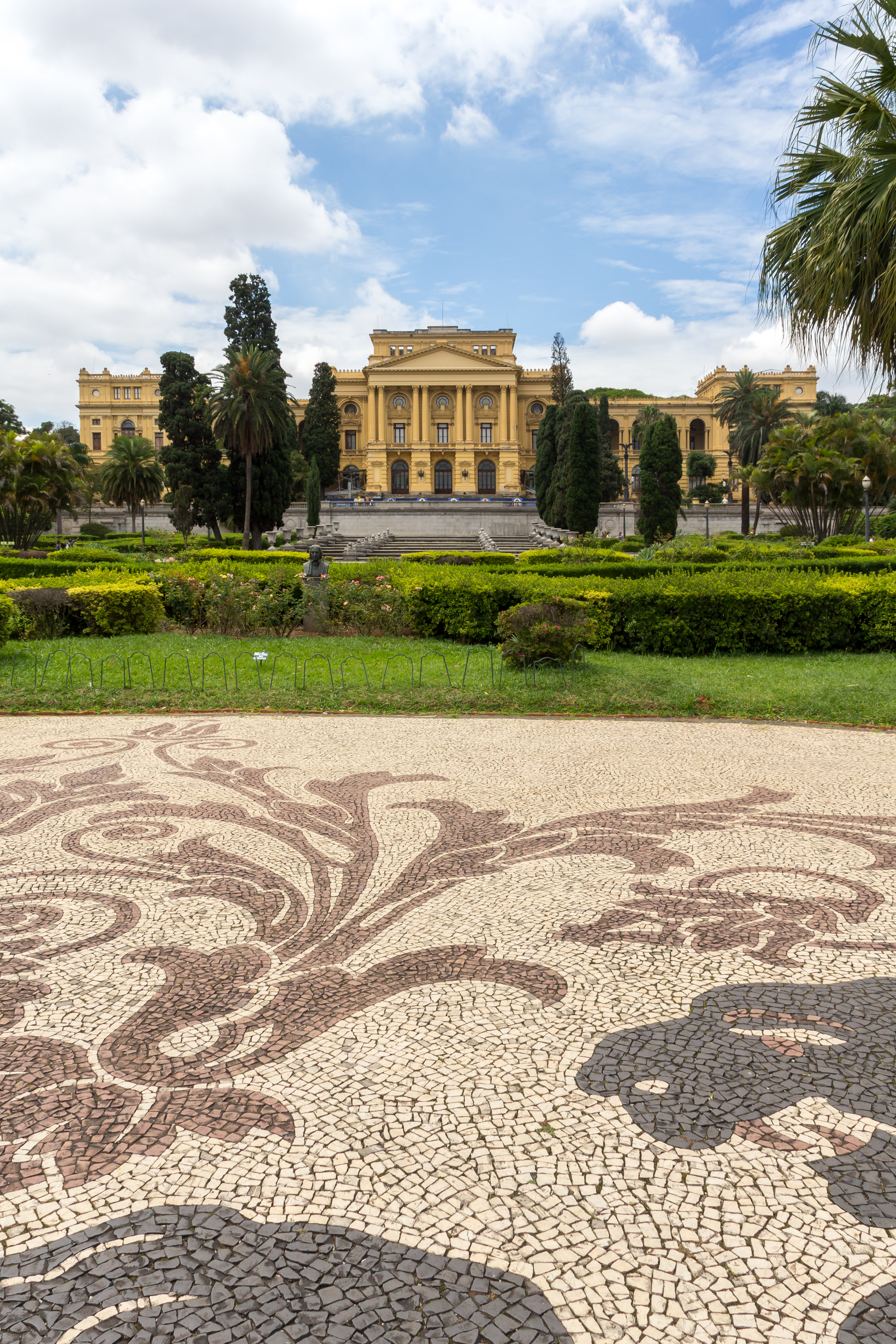
Detalle del empedrado portugués en el Parque de la Independencia en 2018

En el cambio del siglo XIX al XX, la arquitectura paulista sufrió cambios notables en la adopción de retranqueos frontales y laterales para casas y mansiones. Dichos retranqueos sirvieron no sólo para proteger y delimitar el espacio de circulación peatonal sino también para permitir la aparición de jardines y accesos a garajes para automóviles.  En este contexto, surgieron los pavimentos paulistas, que hacían uso frecuente del empedrado o mosaico portugués como solución estética. Antes restringidos a los alrededores de los espacios públicos, como el Parque de la Independencia, así como el Teatro Municipal y la Plaza del Patriarca, estos mosaicos se extendieron a los pavimentos de los jardines de las residencias de élite.